# Chambre de commerce et d'industrie de Riom
 (octobre 2024).
Si vous disposez d'ouvrages ou d'articles de référence ou si vous connaissez des sites web de qualité traitant du thème abordé ici, merci de compléter l'article en donnant les références utiles à sa vérifiabilité et en les liant à la section « Notes et références ».
La chambre de commerce et d'industrie de Riom était l'une des quatre CCI du département du Puy-de-Dôme. En 2010, elle a fusionné avec les chambres d'Ambert, Clermont-Ferrand / Issoire et Thiers pour former la chambre de commerce et d'industrie du Puy-de-Dôme, qui fait partie de la chambre régionale de commerce et d'industrie Auvergne.

## Missions
Elle était un organisme chargé de représenter les intérêts des entreprises commerciales, industrielles et de service de l'arrondissement de Riom et de leur apporter certains services. C'était un établissement public qui gérait en outre des équipements au profit de ces entreprises.
Comme toutes les CCI, elle était placée sous la double tutelle du Ministère de l'Industrie et du Ministère des PME, du Commerce et de l'Artisanat.

### Service aux entreprises
- Centre de formalités des entreprises
- Assistance technique au commerce
- Assistance technique à l'industrie
- Assistance technique aux entreprises de service
- Point A (apprentissage)

### Gestion d'équipements
- Hôtel d'entreprises.

## Historique
- 17 septembre 2009 : Décret no 2009-1129 de fusion de la chambre avec Clermont-Ferrand, Ambert et Thiers pour former en 2010 la chambre de commerce et d'industrie du Puy-de-Dôme.
- En 2011, la CCI de Riom change de locaux. Auparavant rue du commerce, elle déménage à Mozac à cause de difficultés de stationnement aux abords des anciens locaux[1].

## Pour approfondir